# Thomas Pöge
Thomas Pöge (ur. 6 maja 1979 w Poczdamie) – niemiecki bobsleista, brązowy medalista mistrzostw świata.

## Kariera
Największy sukces w karierze Pöge osiągnął w 2008 roku, kiedy wspólnie z Ronnym Listnerem, Alexem Mannem i Matthiasem Höpfnerem zdobył brązowy medal w czwórkach podczas mistrzostw świata w Altenbergu. Był też między innymi siódmy w rywalizacji drużynowej na rozgrywanych rok później mistrzostwach świata w Lake Placid. Nigdy nie wystąpił na igrzyskach olimpijskich.